# Mitternacher Ohe
Die Mitternacher Ohe ist ein rechter Nebenfluss der Großen Ohe und wird wegen ihres großen Anteils am Einzugsgebiet der Großen Ohe und ihrer Zumündung tief an deren Unterlauf auch als dritter Quellfluss der Ilz bezeichnet. Sie verläuft in den Gebieten der Landkreise Freyung-Grafenau und Regen.

## Oberläufe
Ihre höchste Quelle ist der auf etwa 954 m ü. NHN entspringende Markbrunnen am Osthang des Eschenberges nördlich von Kirchdorf im Wald. Dessen Ablauf fließt südostwärts den Hang hinab und mündet auf etwa 804 m ü. NHN von links in den dort erst halb so langen Schindelaubach, der auch noch tiefer auf 841 m ü. NHN entspringt, aber ein etwas größeres Einzugsgebiet hat, weshalb er als hydrologischer Hauptoberlauf gilt.
Der Schindelaubach genannte Wasserlauf wendet sich dann um einen Ausläufer des Eschenbergs herum nach Südwesten und vereinigt sich östlich von Kirchdorf mit dem Aubach zum Röhrnachmühlbach. Dieser hält die Hauptrichtung Süd ein, wird nach der Aufnahme des Brucker Bachs von rechts an der Röhrnachmühle dann Röhrnachbach genannt und nachdem wiederum von rechts dann noch bei Kleinarmschlag (Gemeinde Eppenschlag) der Gernbach zugeflossen ist, als Mitternacher Ohe, die in nunmehr recht gewundenem Lauf insgesamt südostwärts fließt.

## Verlauf
Längstenteils wird sie dabei von der Bundesstraße 85 auf dem Talgrund oder am Hang begleitet. Südöstlich der Ortschaft Mitternach der Gemeinde Schönberg mündet sie in die unterste Große Ohe, die wiederum nur etwa zwei Kilometer weiter abwärts östlich von Eberhardsreuth von rechts mit der auch Grafenauer Ohe genannten Kleinen Ohe zur Ilz zusammenfließt, die anfangs auch als Schönberger Ohe bezeichnet wird.

## Zuflüsse
Vom Zusammenfluss der Oberläufe zur Mündung. Auswahl.
- Röhrnach(mühl)bach, linker Oberlauf, 10,4 km mit Oberlauf Schindelaubach und 48,8 km²
- Gernbach, rechter Oberlauf, 5,6 km mit Oberlauf Bannholzbach und 20,4 km²
- Asbergermühlbach, von rechts, 6,2 km mit Gesamtstrang Mutzenwinklerbach → Gmünder Bach → Asbergermühlbach und 18,9 km²
- Asberger Bach, von rechts
- Kreuzbach, von links, 3,4 km und 4,1 km²
- Spitzbach, von rechts, 3,2 km und 3,3 km²
- Glotzinger Bach, von rechts
- Gerlesreuther Bach, von rechts
- Schabenbach, von rechts, 3,2 km und 3,3 km²
- Fronreuther Bach, von links
- Maukenreuther Bach, von rechts
- Haibachmühlbach, von rechts, 4,1 km und 7,1 km²

## Naturschutz und Renaturierung
Am 11. Juni 1965 wurde an der Mitternacher Ohe ein Landschaftsschutzgebiet errichtet. Es hat den offiziellen Namen Schutz von Landschaftsteilen im Gebiet der Mitternacher Ohe von Gmünd bis Eberhardsreuth, Landkreis Grafenau und ist 670 Hektar groß. Von der Zehrermühle flussaufwärts ist die Mitternacher Ohe seit 1985 als Naturschutzgebiet geschützt. Dieses Schutzgebiet hat eine Fläche von 123 Hektar.
Um die Mitternacher Ohe ökologisch unter naturschutzfachlichen Gesichtspunkten aufzuwerten, wurde im Jahr 2002 mit wissenschaftlicher Begleitung durch die Technische Universität München mit dem Rückbau des Ausleitungskraftwerks „Zehrer Mühle“ begonnen. Beendet wurde die Maßnahme im Folgejahr 2003.
Der Pegel der Mitternacher Ohe wird bei Eberhardsreuth gemessen.